# Catasetum
 Catasetum  es un género de unas 166 especies de orquídeas epífitas con flores masculinas y femeninas. Se distribuyen desde México por toda la América tropical hasta el Norte de Argentina, la mayoría se encuentran en Brasil.

## Descripción
El género Catasetum presenta pseudobulbos gruesos con forma de cigarro, que se encuentran agrupados. Las hojas son plateadas en la parte superior y caducas. Los pseudobulbos presentan espinas después que las hojas se han caído.
Estas especies producen flores macho y hembra separadas y diferentes (lo cual es un hecho excepcional en la familia Orchidaceae). Las flores macho normalmente son muy coloridas y presentan un mecanismo sofisticado de eyección de los polinarios. Las flores femeninas generalmente son de color amarillo verdoso y de apariencia claramente uniforme.
Varias especies de Catasetum con flores hermafroditas se han trasladado a los géneros Clowesia y Dressleria.

## Distribución y hábitat
Estas orquídeas son epífitas y se encuentran en algunas islas del Caribe y en la Centroamérica y Suramérica tropical, llegando por el Sur hasta el Norte de Argentina.

## Evolución, filogenia y taxonomía
Fue propuesto en 1822 por Carl Sigismund Kunth, esta descripción se basó en información de Louis Claude Marie Richard, fue publicado en Synopsis Plantarum 1: 330-331, la especie tipo es Catasetum macrocarpum Rich. ex Kunth.

### Etimología

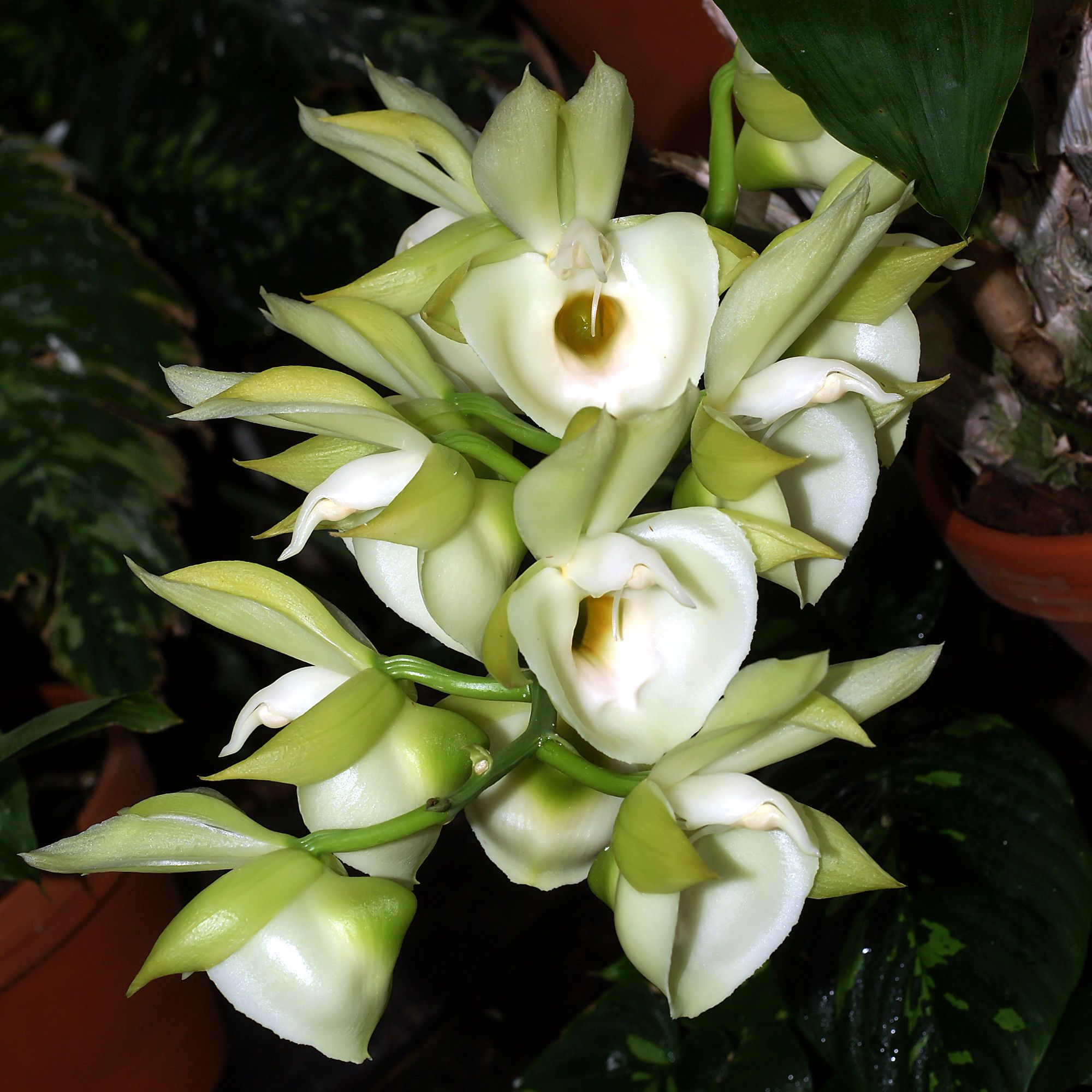
Catasetum pileatum.

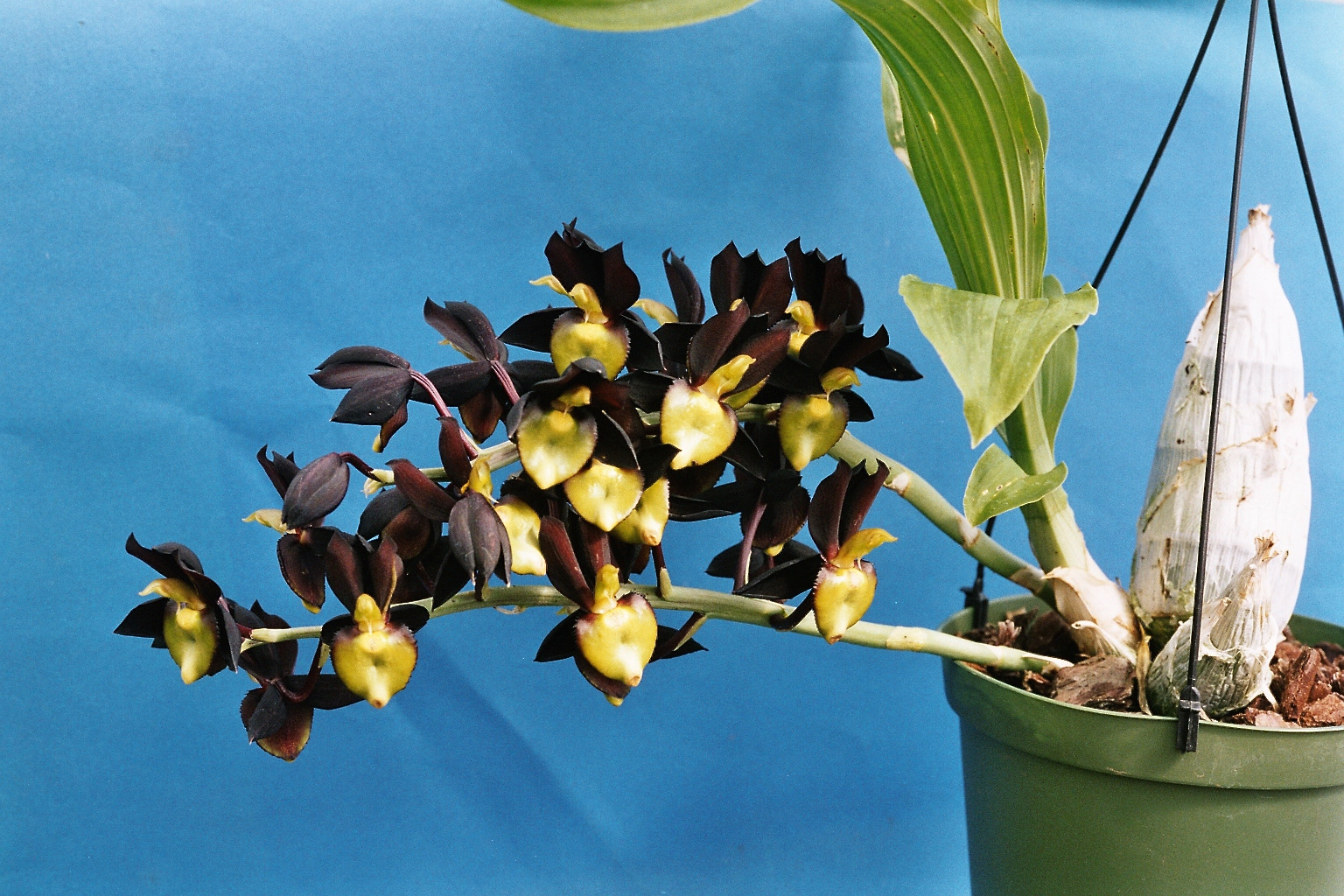
Catasetum tenebrosum, flores masculinas.

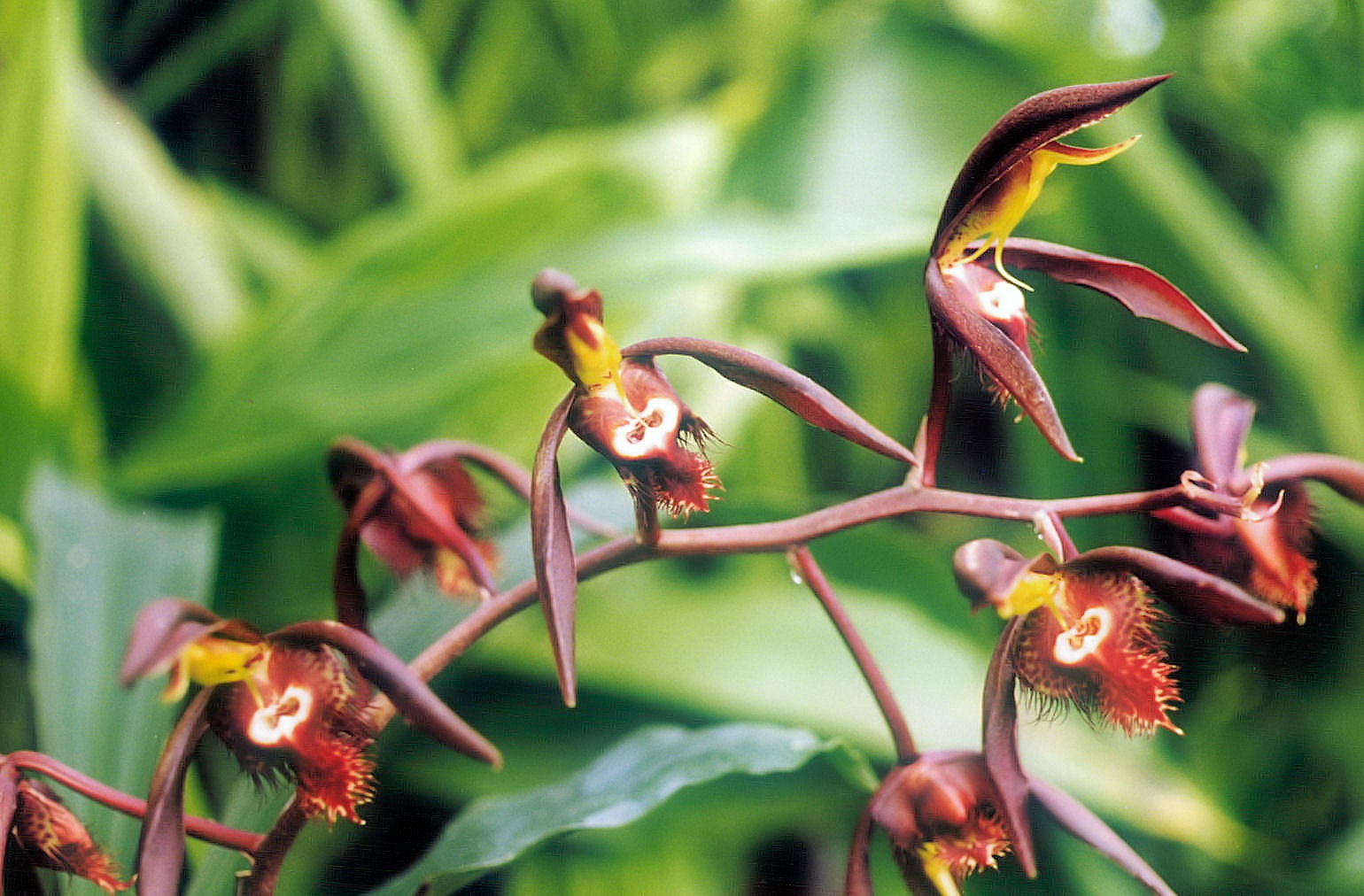
Catasetum saccatum.

El nombre Catasetum (Ctsm.), procede del griego "kata" = "bajo" y del latín "seta" = "seda". Por los dos apéndices prolongación de la columna, parecidos a antenas, que están vueltos hacia abajo en las flores macho de la mayoría de las especies.

### Especies
| - Catasetum aculeatum (Brasil) - Catasetum adremedium (Perú) - Catasetum alatum (Brasil) - Catasetum albovirens (Brasil) - Catasetum albuquerquei (Brasil) - Catasetum apertum - Catasetum arachnoideum (N. Brasil). - Catasetum arietinum (Brasil). - Catasetum aripuanense (Brasil). - Catasetum ariquemense (Brasil) - Catasetum atratum (Brasil). - Catasetum barbatum (Trinidad to S. Trop. América). - Catasetum bergoldianum (Venezuela). - Catasetum bicallosum (S. Venezuela). - Catasetum bicolor (Colombia to S. Venezuela) - Catasetum bifidum (Brasil) - Catasetum blackii (Brasil) - Catasetum blepharochilum (Colombia). - Catasetum boyi (Brasil). - Catasetum brichtae (Brasil) . - Catasetum cabrutae (Venezuela). - Catasetum callosum (S. Trop. América). - Catasetum carolinianum (Brasil). - Catasetum carrenhianum (Brasil). - Catasetum carunculatum (Perú). - Catasetum cassideum (SE. Venezuela to N. Brasil). - Catasetum caucanum (Colombia). - Catasetum caxarariense (Brasil). - Catasetum cernuum (Trinidad to Brasil). - Catasetum charlesworthii (Venezuela). - Catasetum cirrhaeoides (Brasil). - Catasetum cochabambanum (Bolivia). - Catasetum collare (Venezuela to Ecuador and N. Brasil). - Catasetum colossus (N. Brasil). - Catasetum complanatum (Brasil) . - Catasetum confusum (Brasil). - Catasetum coniforme (Perú). - Catasetum cotylicheilum (Perú). - Catasetum crinitum (N. Brasil). - Catasetum cristatum (N. South America to N. Brasil). - Catasetum cucullatum (Brasil). - Catasetum decipiens (Venezuela). - Catasetum deltoideum (Guyanas). - Catasetum denticulatum (Brasil). - Catasetum discolor (S. Trop. América). - Catasetum dupliciscutula (Bolivia). - Catasetum expansum (Ecuador). - Catasetum fernandezii (Perú). - Catasetum ferox (S. Venezuela to Brasil). - Catasetum fimbriatum ((S. Trop. América). - Catasetum finetianum (Colombia). - Catasetum franchinianum (Brasil). - Catasetum fuchsii (Bolivia). - Catasetum galeatum (Brasil). - Catasetum galeritum (N. Brasil). - Catasetum gardneri - Catasetum garnetianum - Catasetum georgii (N. Brasil). - Catasetum gladiatorium (Brasil) - Catasetum globiflorum (Brasil) - Catasetum gnomus (S. Venezuela to N. Brasil) - Catasetum gomezii (Venezuela). - Catasetum hillsii (Perú). - Catasetum hoehnei (Brasil) - Catasetum hookeri (Brasil) - Catasetum incurvum (Ecuador to Perú). - Catasetum integerrimum (México to C. América). - Catasetum interhomesianum (Bolivia). - Catasetum japurense (N. Brasil). - Catasetum jarae (Perú). - Catasetum juruenense (Brasil). - Catasetum justinianum (Bolivia). - Catasetum kempfii (Bolivia). - Catasetum kleberianum (Brasil) - Catasetum kraenzlinianum (N. Brasil). - Catasetum laminatum (C. & SW. México). - Catasetum lanceatum (Brasil) . - Catasetum lanxiforme (Perú). - Catasetum lehmannii (Colombia) - Catasetum lemosii (N. Brasil). - Catasetum lindleyanum (Colombia). - Catasetum linguiferum (N. Brasil). - Catasetum longifolium (N. South America to N. Brasil). - Catasetum longipes (Brasil) . - Catasetum lucis (Colombia). | - Catasetum luridum (Guyana to E. Brasil). - Catasetum macrocarpum (Trinidad and Tobago to N. Argentina). - Catasetum macroglossum (Ecuador). - Catasetum maculatum (C. América to Venezuela). - Catasetum maranhense (NE. Brasil). - Catasetum maroaense (Venezuela). - Catasetum matogrossense (Brasil) - Catasetum meeae (N. Brasil). - Catasetum mentosum (N. Brasil). - Catasetum merchae (Venezuela). - Catasetum micranthum (Brasil) . - Catasetum microglossum (Ecuador to Perú). - Catasetum mojuense (Brasil) - Catasetum monodon (Brasil - Catasetum monzonense (Perú). - Catasetum moorei (Perú). - Catasetum multifidum (Brasil). - Catasetum multifissum (Perú). - Catasetum nanayanum (Perú). - Catasetum napoense (Ecuador to Perú). - Catasetum naso(Colombia to Venezuela). - Catasetum ochraceum (Colombia). - Catasetum ollare (N. Brasil). - Catasetum ornithoides (N. Brasil). - Catasetum osakadianum (Brasil). - Catasetum osculatum (Brasil) . - Catasetum palmeirinhense (Brasil). - Catasetum parguazense (Venezuela). - Catasetum pendulum (W. México). - Catasetum peruvianum (Perú). - Catasetum pileatum (Trinidad to Ecuador). - Catasetum planiceps (N. South America to Brasil). - Catasetum platyglossum (Colombia). - Catasetum pleidactylon (Perú). - Catasetum poriferum (Guyana). - Catasetum pulchrum (Brasil). - Catasetum punctatum (Brasil). - Catasetum purum (Brasil) - Catasetum purusense (Perú). - Catasetum pusillum (Perú) - Catasetum quadridens - Catasetum randii (Brasil). - Catasetum regnellii (Brasil). - Catasetum reichenbachianum (N. Brasil). - Catasetum richteri (Brasil) - Catasetum ricii (Bolivia). - Catasetum rigidum (Brasil). - Catasetum rivularium (Brasil). - Catasetum rohrii (S. Brasil). - Catasetum rolfeanum (N. Brasil). - Catasetum rondonense (Brasil) - Catasetum rooseveltianum(Brasil) - Catasetum saccatum (Trop. S. América). - Catasetum samaniegoi (Ecuador). - Catasetum sanguineum (Colombia to Venezuela). - Catasetum schmidtianum (Brasil). - Catasetum schunkei (Perú). - Catasetum schweinfurthii (Perú). - Catasetum seccoi (Brasil). - Catasetum semicirculatum (Brasil). - Catasetum socco ((SE. Brasil). - Catasetum spitzii (Brasil). - Catasetum splendens (Venezuela to N. Brasil). - Catasetum stenoglossum (N. Brasil). - Catasetum stevensonii (Ecuador to Perú). - Catasetum tabulare (Colombia). - Catasetum taguariense (Brasil). - Catasetum taquariense (WC. Brasil). - Catasetum tenebrosum(Ecuador to Perú). - Catasetum tenuiglossum (Perú). - Catasetum thompsonii (Guyana). - Catasetum tigrinum (Brasil). - Catasetum transversicallosum (Perú). - Catasetum trautmannii (Perú). - Catasetum tricolor (Guatemala). - Catasetum tricorne (Colombia). - Catasetum triodon (S. Brasil). - Catasetum tuberculatum (Colombia to Perú). - Catasetum tucuruiense (Brasil). - Catasetum uncatum (Brasil) . - Catasetum variabile (Brasil). - Catasetum vinaceum (WC. Brasil) - Catasetum viridiflavum (C. América). - Catasetum yavitaense (Venezuela). |

## Híbridos naturales
- Catasetum × dunstervillei ( = C. discolor × C. pileatum) (Venezuela).
- Catasetum × guianense (= C. longifolium × C. macrocarpum) (Guayanas).
- Catasetum × intermedium (Brasil).
- Catasetum × issanensis(= C. longifolium × C. pileatum) (Brasil).
- Catasetum × pohlianum(= C. hookeri × C. trulla) (Brasil)
- Catasetum × roseoalbum (Guayanas).
- Catasetum × sodiroi (= C. expansum × C.macroglossum) (Ecuador).
- Catasetum × tapiriceps (N. Brasil).
- Catasetum × violascens (W. Suramérica).
- Catasetum × wendlingeri (Venezuela a Guyana).